# Таверна (Римини)
Таверна је насеље у Италији у округу Римини, региону Емилија-Ромања.
Према процени из 2011. у насељу је живело 565 становника. Насеље се налази на надморској висини од 167 м.